# 潦河头关帝庙
潦河头关帝庙，位于山西省长治市潞城区黄牛蹄乡潦河头村。
2019年10月7日，潦河头关帝庙公布为第八批全国重点文物保护单位。